# Edwin Kessler
Pour les articles homonymes, voir Kessler.
Edwin Kessler III (2 décembre 1928 - 21 février 2017) est un scientifique de l'atmosphère américain qui a supervisé le développement du radar météorologique Doppler américain et a été le premier directeur du National Severe Storms Laboratory (NSSL). Il est l'auteur ou le coauteur de plus de 250 articles scientifiques en météorologie, ainsi que de nombreux rapports, présentations de conférences, livres et monographies. Les domaines de recherche comprenaient la météorologie radar, la météorologie aéronautique, la physique des précipitations et la climatologie.

## Biographie
Edwin Kessler est né le 2 décembre 1928 dans le quartier de Brooklyn à New York, l'aîné de trois fils d'Edwin Kessler Jr. et Marie Rosa Weil. Après ses premières années passés à New York, la famille s'installa à Corpus Christi au Texas, la ville d'où sa mère provenait, alors que son père militaire était posté outre-mer.
Il étudia dans cette ville et fut diplômé du Corpus Christi High School en 1945. De retour à New York pour fréquenter le Columbia College de l'université Columbia en météorologie. Il fit son service militaire de 18 mois dans l'armée en 1946, puis revint à l'université tout en restant dans la réserve dans le secteur des renseignements. Il gradua en 1950 et se maria à Lottie Catherine Menger le 28 mai de la même année.

### Carrière
Kessler s'est fait transféré dans la réserve de l'armée de l'air et a déménagé dans le Massachusetts où il a passé sa maîtrise en 1952 (M.Sc.) au Massachusetts Institute of Technology (MIT) sous la supervision de J. M. Austin et dont le titre de la thèse était « Temperature and pressure changes in the upper troposphere and lower stratosphere ». Il passa ensuite son doctorat (PhD) en 1957 avec Henry G. Houghton et avec une thèse titrée « Radar-synoptic analysis of an intense winter storm ». En même temps, il a obtenu une mineure en astronomie de Harvard. Il est alors devenu capitaine dans la Réserve de la Force aérienne, où il a travaillé dans la section du radar météorologique et fut chef de la section de météorologie synoptique aux laboratoires de recherche de Cambridge (AFCRC).
Kessler s'est rendu dans le Connecticut en 1960 où il a travaillé pour la division de physique atmosphérique au Travelers Research Center. En 1964, Kessler déménagea dans l'ouest de l'Oklahoma où il fut le premier directeur du National Severe Storms Laboratory à Norman, tout en étant également chercheur et professeur associé à l'Université d'Oklahoma (OU) jusqu'à sa retraite en 1987. Il y recruta différents experts dans le domaine radar, dont Roger Lhermitte connu pour son expertise en radar à effet Doppler,.
Quand le NSSL a eu la possibilité d'obtenir une unité de radar Doppler des surplus de l'US Air Force, Kessler a vu le potentiel opérationnel de cette technologie pour améliorer la télédétection des précipitations sur le radar météorologique conventionnel qui ne donnait que la réflectivité. L'unité fut donc acquise et mise en service en 1971 sous la direction de Kessler. La recherche radar au NSSL a conduit au développement du réseau de radars météorologiques NEXRAD actuellement actif aux États-Unis.
Croyant fortement en l’utilité de l'interaction entre la recherche et la météorologie opérationnelle, Kessler a approuvé des campagnes de prise de données sur le terrain par des équipes de chasseurs d'orages pour valider les données du radar expérimental Doppler. Les chercheurs ont pu ainsi capturer le cycle de vie complet de la tornade d'Union City, dans l’Oklahoma, en 1973, la première à être étudiée de la sorte. Ces études ont conduit à de nouveaux modèles conceptuels et le succès de la collecte de données in situ est maintenant un aspect important de la recherche sur les orages violents,.
Le professeur Kessler a également développé le Kessler Microphysics Scheme, une paramétrisation de la convection atmosphérique à micro-échelle utilisé dans la physique des nuages et la prévision numérique du temps. Kessler a siégé sur des comités consultatifs du Centre national de recherche sur l'atmosphère (NCAR) et de la NASA, à des organisations de pays étrangers, notamment du Mexique et de l'Arabie saoudite.
En plus de son poste de professeur adjoint à l'OU, il a enseigné au MIT, à l'Université de Boston et à l'Université McGill de Montréal, Canada. Il a été conseiller et membre de l'American Meteorological Society (AMS), membre de la Royal Meteorological Society (RMetS), de l'Association américaine pour l'avancement des sciences (AAAS), membre principal de l'American Institute of Aeronautics and Astronautics (AIAA) et de l’Union américaine de géophysique (AGU).

### Retraite
Kessler a toujours manifesté un intérêt pour la politique (locale, étatique et fédérale) avec une emphase particulières pour les sujets comme la conservation, l'environnement, la lutte contre la corruption et la transparence du gouvernement. Il a plaidé en faveur de l'énergie éolienne et autres énergies alternatives, du transport et de l'agriculture durables. À la retraite, Kessler est devenu plus politiquement engagé. Il a travaillé pour le groupe d'action civique Common Cause et fut pendant plusieurs années le président de la section d'Oklahoma.
Son travail de transparence comprenait le suivi des actions des législatures, des tribunaux, des conseils de villes et de comtés. Bien qu'en faveur du projet de Centre météorologique national (NWC) à Norman, il s'est associé à d'autres scientifiques en 2002, dont Charles A. Doswell III, pour s'opposer à la provenance de la part du financement par l'État de l'Oklahoma car il détournait des fonds d'un programme de l'État visant à réparer les fuites de réservoirs souterrains de stockage de pétrole ,.
Il possédait 140 ha près de Purcell (Oklahoma) qui comprenait du bétail et une ferme biologique. Dans les années 1980, il commença à faire don de parcelles de la ferme à l'université d'Oklahoma qui devinrent un centre d’activité pour les départements de botanique et de microbiologie,. L'université y établit la station d'observation atmosphérique et écologique de Kessler (KAEFS), un site de démonstration et de recherche sur l'intendance environnementale qui inclut également la restauration des prairies et l'observation du climat, de la météo générale et de la météorologie spatiale. Les observations comprennent une station météorologique de surface mésonet de l'Oklahoma Mesonet, des profileurs de vent et un magnétomètre.
L'épouse de Kessler, Lottie, est morte le 11 mai 2011. Il est décédé le 21 février 2017 près de son fils Austin à Cedar Park (Texas) où il vivait,.

## Notoriété
Il a reçu le prix Cleveland Abbe de l'AMS pour « service distingué pour ses études sur les orages violents, les processus microphysiques et la météorologie radar ». Il a également servi de consultant auprès du secteur privé, notamment dans le cadre d'enquêtes sur des accidents et des incidents d'aviation, qu'il a poursuivies après sa retraite.
Jeff Kimpel, troisième directeur de NSSL, reconnut la vision et la perspicacité de Kessler à réunir des groupes gouvernementaux, universitaires et privés pour faire de Norman un centre d'excellence en recherche et prévision météorologique dans ce qui est surnommé le « Norman weather enterprise ».